# Reforma monetaria de Aureliano
La reforma monetaria de Aureliano se implantó hacia 274 con el objetivo de tratar de superar, entre otras, las graves consecuencias políticas, económicas y sociales, acaecidas durante el período conocido como anarquía militar o crisis del siglo III, que se había iniciado con el fin de la dinastía de los severos, al haber sido asesinato el emperador Alejandro Severo, en el año 235. Esta reforma condujo a una revisión del sistema monetario imperial romano. La ocasión para esta reforma se la dio a Aureliano la revuelta, reprimida con sangre, de Felicísimo y los monederos de Roma en 271.

## Contexto histórico

El Imperio romano en el año, antes de las reconquistas del Reino de Palmira (en amarillo) y el Imperio galo (en verde) por Aureliano. En rojo anaranjado aparece el territorio todavía controlado por el emperador romano.

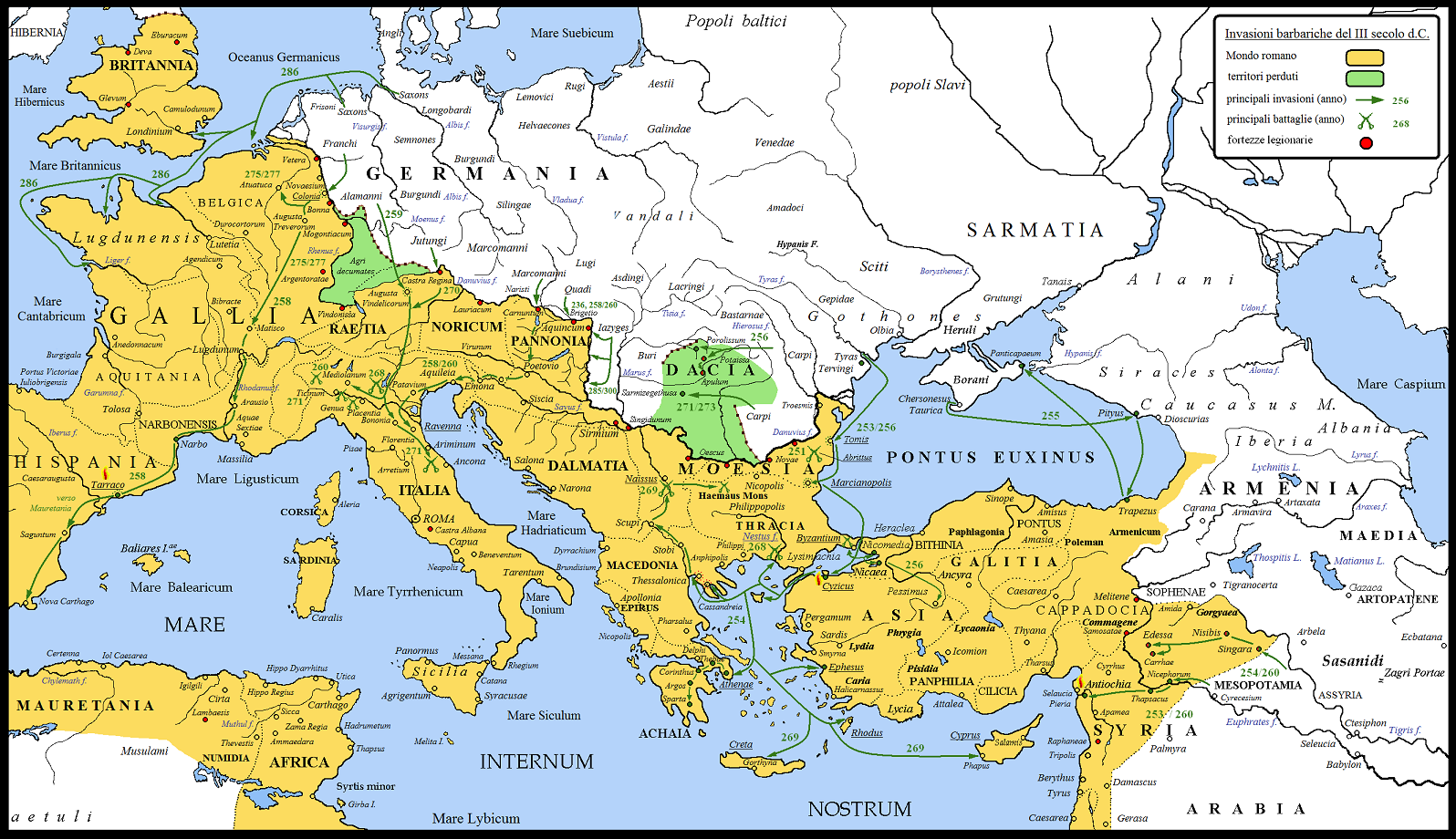
Las invasiones bárbaras del siglo III.

Con el fin de la dinastía de los Severos, el desastroso periodo de anarquía militar, como parte de la crisis del siglo III, condujo al Imperio romano a una progresiva decadencia y agonía en la producción agrícola y el comercio, junto con un descenso constante de la población, debido a las continuas guerras civiles, a lo largo de los limes septentrional y oriental, así como a las hambrunas y epidemias.
Sin embargo, la victoria de Claudio el Gótico sobre los godos en la batalla de Naisso, en 268, marcó un importante punto de inflexión desde el inicio de la crisis. Con él, pero sobre todo con su sucesor Aureliano (270-275), tanto el Imperio galo como el reino de Palmira, que se habían separado de la parte central durante el principado de Galieno, volvieron a estar bajo el gobierno de los "emperadores legítimos": el Imperio romano volvía a estar reunificado. Sin embargo, el precio a pagar por la supervivencia y reunificación del Imperio fue muy alto, también en términos territoriales. Ya bajo Galieno (en 260) se abandonaron definitivamente los llamados Agri decumates, así como los territorios de la provincia de las Tres Dacias justo bajo Aureliano (hacia 271).
Las continuas incursiones de los bárbaros en los veinte años que siguieron al final de la dinastía de los Severos habían puesto de rodillas la economía y el comercio del Imperio. Numerosas granjas y cosechas habían sido destruidas, si no por los bárbaros, sí por bandas de bandoleros y ejércitos romanos en busca de sustento durante las campañas militares libradas contra enemigos externos e internos (usurpadores de la púrpura imperial). La escasez de alimentos también generó una demanda que superaba la oferta de productos alimenticios, con evidentes consecuencias inflacionistas sobre los bienes de primera necesidad.
A todo ello se sumó un constante reclutamiento forzoso de soldados, en detrimento de la mano de obra empleada en los campos de cultivo, lo que provocó el abandono de muchas granjas y de vastas extensiones de campos por cultivar. Esta apremiante demanda de soldados, a su vez, había generado una carrera implícita por obtener la púrpura imperial. Cada nuevo emperador o usurpador se veía obligado, por tanto, a ofrecer a su ejército crecientes donativa y salarios cada vez más altos, pagados mediante crecientes y nuevas emisiones de moneda, en grave detrimento del aerarium imperial, obligado a menudo a cubrir estos gastos extraordinarios con la confiscación de cantidades enormes patrimoniales de ciudadanos particulares, víctimas en estos años de proscripciones estatales.
Hay que añadir que estas nuevas emisiones monetarias generaron una reducción constante de la cantidad de metal realmente presente en las monedas de forma progresiva, aunque conservando su valor teórico. Esto tuvo, sin embargo, el efecto previsible de provocar una inflación galopante (hiperinflación) causada por décadas de devaluación de la moneda, que había comenzado ya con los emperadores de la dinastía de los Severos, que habían ampliado el ejército en una cuarta parte y duplicado la paga básica para hacer frente a las necesidades militares. Los gastos militares constituían entonces alrededor del 75% del presupuesto total del Estado, ya que pocos eran gastos "sociales", mientras que todo el resto se empleaba en prestigiosos proyectos de construcción en Roma y en las provincias; a ello se añadía un subsidio en grano para los parados, así como ayudas al proletariado de Roma (congiaria) y subsidios a las familias itálicas (similares a las modernas ayudas familiares) para animarlas a tener más hijos.

## Principales novedades de la reforma

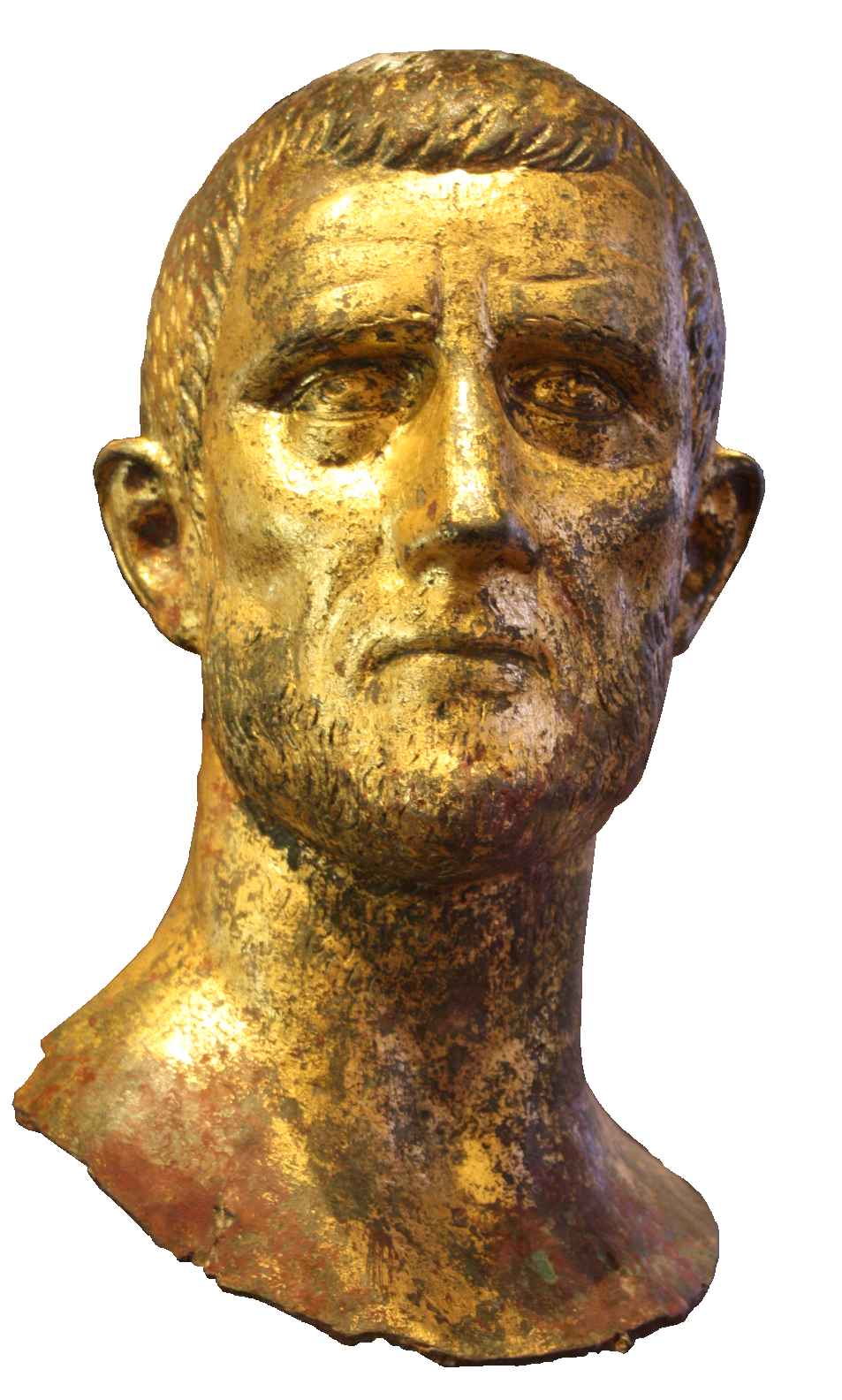
Cabeza de bronce dorado de Aureliano. Museo de Santa Giulia, Brescia.

Aureliano intentó frenar la devaluación de la moneda intentando garantizar un sistema monetario más estable, actuando principalmente en dos aspectos: sobre el valor nominal de las monedas, consolidando el sistema en base a la plata, creando el aureliano y sobre la organización de las cecas, que se habían unido a la principal de Roma.)
Se trataba de una pequeña serie de cecas imperiales, creadas durante el periodo de crisis del siglo III y situadas principalmente en posiciones estratégicas: desde la ceca de Antioquía (probablemente a partir del 240), a la ceca de Colonia Agrippinensium (desde 257), la ceca de Cícico (desde Valeriano-Galieno), ceca de Lugdunum (desde 257), ceca de Siscia (desde 260), ceca de Serdica, ceca de Tripolis, ceca de Ticinum (mientras se cerraba la cercana ceca de Mediolanum, abierta desde 257) y ceca de Viminacium (desde 239).
Si por un lado favoreció el fortalecimiento de las cecas imperiales provinciales, para que pudieran funcionar de forma continua, y no ocasionalmente como antes, por otro, redujo los volúmenes de la ceca de Roma, que empleaba un número de trabajadores tan excesivamente grande, que era difícil de gestionar socialmente, cerrando 7 de las 12 oficinas, entre los encargados de acuñar moneda. En el reinado de Aureliano se registra el único levantamiento de los trabajadores de una ceca, la de Roma, que terminó con un baño de sangre. Esta ceca fue cerrada temporalmente. 
No hay que confundir, sin embargo, las cecas imperiales con las provinciales y/o coloniales (de las antiguas colonias romanas), que acuñaban moneda circulante solo en pequeñas fracciones de los territorios imperiales y que, con la reforma, fueron abolidas (con la excepción de la ceca de Alejandría). Se trataba de centenares de pequeñas cecas locales, localizadas principalmente en las provincias orientales, que emitían monedas de bronce.
Esto condujo, inevitablemente, a un aumento considerable de la cantidad de moneda puesta en circulación, pero también a un mejor control de las emisiones, marcándolas con las iniciales de la ceca y, en algunos casos, también con las de la oficina en que se dividía la ceca internamente. Por último, la antigua inscripción "S C" se borró de las nuevas monedas de bronce, pues ya no tenía razón de ser.

## Véase tmbién
- Reforma monetaria de Augusto
- Reforma monetaria de Caracalla
- Reforma monetaria de Diocleciano
- Reforma monetaria de Nerón